# Stephen Byers
Stephen John Byers, född 13 april 1953, är en brittisk Labourpolitiker. Han var parlamentsledamot för valkretsen Wallsend 1992-1997 och för valkretsen North Tyneside 1997-2010. Han var minister i kabinettet 1998-2002.
Stephen Byers föddes i Wolverhampton, tog examen i juridik vid University of Liverpool och blev lärare i juridik. Han invaldes i parlamentet första gången 1992. Han var trogen anhängare till Tony Blair och steg snabbt i graderna i dennes regering. Han blev biträdande utbildningsminister 1997 och kom sedan in i kabinettet, först som Chief Secretary to the Treasury och sedan som handelsminister (Secretary of State for Trade and Industry) 1998.
Efter valet 2001 utnämndes han till Secretary of State for Transport, Local Government & the Regions, vilket av många uppfattades som ett steg nedåt. Han var mycket kontroversiell på denna post. Vissa var kritiska till att det inte fanns en separat ministerpost för transportfrågor. Det första kontroversiella beslutet han fattade var att, med kort varsel och på en helg, återta kontrollen över det privatiserade järnvägsbolaget Railtrack, den 6 oktober 2001. Detta beslut förargade investerare som hade förlorat pengar och regeringen blev småningom skyldig att ge dem kompensation. 
Nästan samtidigt uppdagades en annan skandal, nämligen att Byers rådgivare Jo Moore hade skickat ett mejl den 11 september 2001 där hon menade att terrorattackerna denna dag gjorde det till en bra dag att släppa ut nyheter som man vill "begrava". Moore (och Byers) klarade sig ur krisen, men i februari 2002 återkom den, då det uppdagades ett mejl från transportdepartementets nyhetschef Martin Sixsmith, en tidigare BBC-reporter, som verkade varna Moore för att inte "begrava" fler dåliga nyheter på dagen för prinsessan Margarets begravning, och därmed antydde att hon hade för avsikt att göra det. Den 15 februari tillkännagavs att både Moore och Sixsmith hade avgått, men Sixsmith sade senare att han inte hade gått med på att avgå, och att Byers hade krävt hans avgång om han skulle förlora Moore. Det visade sig senare att Byers hade tillkännagivit Sixsmiths avgång i förtid, men regeringen hävdade att det berodde på ett missförstånd och att Byers inte hade agerat felaktigt.
Byers bekymmer fortsatte under de följande månaderna. Det Labour-dominerade transportuskottet i underhuset kritiserade partiets transportpolitik, och ett långvarigt bråk om Byers beslut som handelsminister att tillåta porrtidningspublicisten Richard Desmond att köpa tidningen Daily Express återkom i rampljuset. Trycket blev för stort för Byers, som avgick 28 maj 2002.